# Autoridades territoriales de Nueva Zelanda

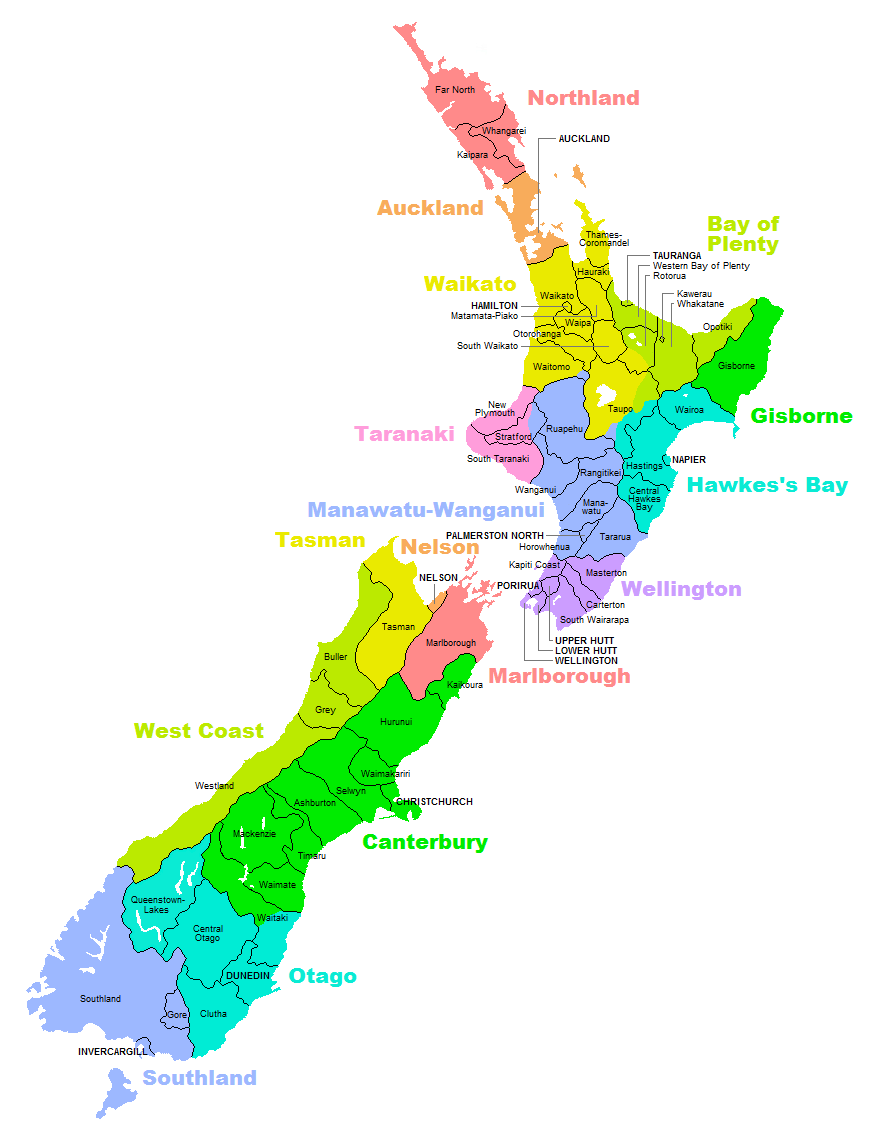
Mapa de las autoridades territoriales de Nueva Zelanda. Las ciudades están en negrita y mayúscula. Las regiones se indican con colores.

Una autoridad territorial (en inglés: Territorial authority) es la definición formal de la subdivisión administrativa de segundo nivel de Nueva Zelanda, la cual se encuentra por debajo de las 16 regiones del país.
Existen 74 autoridades territoriales: 16 de ellos son ayuntamientos (city councils) y 58 son consejos de distrito (district councils) a los que se añade el distrito especial de las Islas Chatham.
Cinco autoridades territoriales (Nelson, Gisborne, Tasman, Marlborough y las Islas Chatham) también cubren el papel del consejo regional, por eso se llaman autoridades unitarias.
Las autoridades locales y regionales no son subdivisiones de las regiones, el territorio de alguna de ellas puede incluirse en diferentes regiones.
Mientras las tareas de las regiones están la administración de transporte y medio ambiente, entre las responsabilidades de las autoridades territoriales están el mantenimiento de las carreteras, los permisos de construcción y otros cometidos locales.